# Белл, Чарльз Альфред
Сэр Чарльз Альфред Белл (англ. Charles Alfred Bell; 1870, Калькутта — 1945, Виктория) — англо-индийский тибетолог.

## Биография
Чарльз Белл родился в Калькутте, Индия. Он получил образование в колледже Винчестера. После окончания учёбы он поступил на государственную службу в Индии, а в 1908 году был назначен советником по политическим вопросам в Сикким. Вскоре он стал влиятельным в сиккимских и бутанских кругах политиком и в 1910 году встретился с находившимся в изгнании 13-м Далай-ламой. Он достаточно близко познакомился с Далай-ламой и в дальнейшем написал его биографию (Portrait of a Dalai Lama: the Life and Times of the Great Thirteenth, 1946). В различное время Чарльз Белл был советником по политическим вопросам (британским политическим офицером) в Бутане, Сиккиме и Тибете.
После путешествия по Тибету и посещения Лхасы в 1920 году, Чарльз Белл переехал в Оксфорд, где написал серию книг по истории, культуре и религии Тибета. Многие его фотографии, сделанные во время путешествия по Тибету, находятся в музее Оксфордского университета Питт-Риверс. Некоторые из них можно увидеть в вышедшей в 1997 году книге Tibet: Caught in Time.
В 1905 году вышел составленный Беллом английско-тибетский разговорник и грамматика разговорного тибетского языка Manual of Colloquial Tibetan.
Чарльз Альфред Белл умер в Канаде в 1945 году.

## Научные работы
- Manual of Colloquial Tibetan. Calcutta: Baptist Mission Press, 1905.
- Portrait of a Dalai Lama: the Life and Times of the Great Thirteenth by Charles Alfred Bell, Sir Charles Bell, Publisher: Wisdom Publications (MA), January 1987, ISBN 978-0-86171-055-3
- Tibet: Past and Present. Oxford: Clarendon Press, 1924
- The People of Tibet. Oxford: Clarendon Press, 1928
- The Religion of Tibet. Oxford: Clarendon Press, 1931